# Pete Reed
Peter "Pete" Reed, OBE (Seattle, 27 de julho de 1981) é um ex-remador britânico, tricampeão olímpico.

## Carreira
Reed competiu nos Jogos Olímpicos de 2008, 2012 e 2016. Em Pequim 2008 e Londres 2012 integrou a equipe da Grã-Bretanha do quatro sem, onde conquistou o bicampeonato olímpico da prova. No Rio de Janeiro, em 2016, disputou o oito com e obteve sua terceira medalha de ouro olímpica.
Em abril de 2018 anunciou a sua aposentadoria das competições oficiais.